# Włodzimierz Bolecki
Włodzimierz Bolecki, ps. „Jerzy Malewski” (ur. 13 kwietnia 1952 w Warszawie) – polski teoretyk i historyk literatury polskiej, profesor Instytutu Badań Literackich Polskiej Akademii Nauk, krytyk literacki. Wiceprezes (2006 - 2023) Fundacji na rzecz Nauki Polskiej (FNP). W 2018 zadebiutował jako powieściopisarz.

## Wykształcenie
Jest absolwentem VI Liceum Ogólnokształcącego im. Tadeusza Reytana w Warszawie (1971). W 1976 ukończył studia w zakresie filologii polskiej na Uniwersytecie Warszawskim. Uzyskał tytuł magistra na podstawie pracy Historia i biografia. „Opowieści biograficzne” Wacława Berenta. W latach 1976–1979 był doktorantem w Stacjonarnym Studium Doktoranckim w Instytucie Badań Literackich PAN. W 1980 obronił pracę Poetycki model prozy w dwudziestoleciu międzywojennym i uzyskał stopień doktora nauk humanistycznych w zakresie literaturoznawstwa. W 1991 uzyskał w IBL PAN stopień doktora habilitowanego na podstawie pracy Pre-teksty i teksty. Z zagadnień związków międzytekstowych w literaturze polskiej XX w., a 21 listopada 1996 tytuł naukowy profesora.

## Kariera naukowa
Zawodowo związany jest z Instytutem Badań Literackich PAN. W latach 1979–1980 pracował jako starszy asystent, a w latach 1981–1991 jako adiunkt. Od 1991 jest kierownikiem Pracowni Poetyki Historycznej. W latach 1992–1996 był docentem, od 1996 zaś jest profesorem IBL PAN. Zasiada w redakcji wydawanego przez IBL dwumiesięcznika „Teksty Drugie”. Od 1995 do 2004 był również profesorem nadzwyczajnym i zwyczajnym na Wydziale Filologicznym Uniwersytetu Łódzkiego w Katedrze Literatury Romantyzmu i Współczesnej. W latach 2005 - 2009 był także profesorem nadzwyczajnym w Zakładzie Teorii Literatury i Poetyki Instytutu Literatury Polskiej Uniwersytetu Warszawskiego.
Gościnnie wykładał w wielu uczelniach zagranicznych w Czechach, Danii, Francji, Holandii, Kanadzie, Słowenii, Stanach Zjednoczonych, Szwajcarii, Szwecji, na Węgrzech i w Wielkiej Brytanii. W latach 2000–2001 pracował jako profesor-gość w Instytucie Slawistyki Uniwersytetu w Uppsali.

## Zainteresowania
Zajmuje się teorią i historią literatury XX wieku, m.in. twórczością takich autorów jak Wacław Berent, Witold Gombrowicz, Gustaw Herling-Grudziński, Józef Mackiewicz, Czesław Miłosz, Bruno Schulz, Aleksander Wat czy Stanisław Ignacy Witkiewicz.

## Działalność w organizacjach naukowych i zawodowych
Zasiada m.in. w Radzie Naukowej IBL PAN oraz Komitecie Nauk o Literaturze PAN. Należy do PEN Clubu, Stowarzyszenia Pisarzy Polskich, Towarzystwa Naukowego Warszawskiego i Towarzystwa Literackiego im. Adama Mickiewicza. Od 1 września 2004 do 31 października 2006 był członkiem Rady Fundacji na rzecz Nauki Polskiej, od 1 listopada 2006 do 30 września 2023 jej wiceprezesem.
W 2012 został członkiem korespondentem, w 2022 członkiem czynnym Polskiej Akademii Umiejętności.
Był członkiem jury Nagrody im. Andrzeja Kijowskiego, a po śmierci Kazimiery Kijowskiej, jej przewodniczącym. Po zmianie nazwy tej nagrody na Nagroda Literacka BN Skrzydła Dedala jest przewodniczącym jury.  Został członkiem jury Nagrody Literackiej im. Marka Nowakowskiego. Wszedł również w skład rady programowej kongresu Polska Wielki Projekt.
W 2022 odznaczony Krzyżem Oficerskim Orderu Odrodzenia Polski.

## Publikacje
Jest autorem wielu książek, opracowań, artykułów i wywiadów, redaktor wydawnictw zbiorowych. Teksty jego autorstwa ukazywały się w polskich i zagranicznych czasopismach naukowych, kulturalnych, społeczno-politycznych, jak i prasie codziennej. Jego najważniejsze książki to m.in.:
- Historia i biografia. Opowieści biograficzne Wacława Berenta, Wrocław 1978;
- Poetycki model prozy w dwudziestoleciu międzywojennym, Wydawnictwo Ossolineum, Wrocław 1982, SERIA: Z Dziejów Form Artystycznych w Literaturze Polskiej, pod. redakcją J. Sławińskiego, vol. 60;
- Widziałem wolność w Warszawie. Szkice 1982–1987, Warszawa I wyd. 1984, II wyd. 1989 (pod ps. Jerzy Malewski);
- Ciemny Staw. Trzy szkice do portretu Gustawa Herlinga-Grudzińskiego, Warszawa 1991;
- Pre-teksty i teksty. Z zagadnień związków międzytekstowych w literaturze polskiej XX wieku, Warszawa 1991;
- Ptasznik z Wilna (o Józefie Mackiewiczu), Kraków 1991 (pod ps. Jerzy Malewski);
- Wyrok na Józefa Mackiewicza, Londyn 1991 (pod ps. Jerzy Malewski);
- Prawdy niemiłe. Eseje, Warszawa 1993;
- Inny Świat Gustawa Herlinga-Grudzińskiego, Warszawa 1994;
- Poetycki model prozy w dwudziestoleciu międzywojennym: Witkacy, Gombrowicz, Schulz i inni. Studium z poetyki historycznej, Kraków 1996;
- Rozmowy w Dragonei (z Gustawem Herlingiem-Grudzińskim), Warszawa 1997 – nominacja do Nagrody Literackiej Nike 1998[8];
- Polowanie na postmodernistów w Polsce, Kraków 1999;
- Rozmowy w Neapolu (z Gustawem Herlingiem-Grudzińskim), Warszawa 2000;
- Ciemna Miłość. Szkice o twórczości Gustawa Herlinga-Grudzińskiego, Kraków 2005;
- Inna krytyka, Kraków 2006;
- Ptasznik z Wilna. O Józefie Mackiewiczu (Zarys monograficzny) (wyd. drugie: uzup., popr. i rozsz.), Kraków 2007;
- Modalności modernizmu. Studia, analizy, interpretacje, Wydawnictwo IBL PAN, Warszawa 2013;
- Ptasznik z Wilna. O Józefie Mackiewiczu (Zarys monograficzny) (wyd. trzecie: uzup., popr. i rozsz.), Kraków 2013
- Wenus z Drohobycza: (o Brunonie Schulzu), Gdańsk 2017;
- Chack. Gracze. Opowieść o szulerach [powieść historyczna o Ignacym Chodźkiewiczu (Chadźkiewiczu)], Kraków 2018[1];
- Ptasznik z Wilna. O Józefie Mackiewiczu (Zarys monograficzny) (wyd. czwarte), Kraków 2022;
- Sadźmy róże. Szkice o literaturze polskiej XX wieku, t. 1, Instytut Literatury, Kraków 2023; t. 2, Kraków 2024;
- Czy Gombrowicz miał oczy? Fundacja Terytoria Książki, Gdańsk 2024, ss. 408.

Jest także autorem i współautorem scenariuszy filmów dokumentalnych poświęconych m.in. Józefowi Mackiewiczowi (Jedynie prawda jest ciekawa, 1996, reż. Robert Kaczmarek), Czesławowi Miłoszowi (Czesława Miłosza historia literatury polskiej XX wieku, 1999, reż. Ewa Pytka-Chylarecka) i paryskiej „Kulturze” (Tratwa kultury, 1996, wspólnie z Piotrem Wojciechowskim, reż. Adam Kuczyński). Napisał również scenariusz do filmu fabularnego Ostatni dzwonek (1989) w reżyserii Magdaleny Łazarkiewicz.

## Nagrody
- Nagroda Fundacji Polcul – Sydney, 1985
- Nagroda im. Andrzeja Kijowskiego – Warszawa, 1987
- Nagroda Kwartalnika „Arka” – Kraków, 1988
- Nagroda Fundacji im. Kościelskich – Genewa, 1989
- Nagroda „Kultury” im. Zygmunta Hertza – Paryż, 1991
- Nagroda im. Kazimierza Wyki – Kraków, 2007
- Nagroda Ministra Nauki i Szkolnictwa Wyższego za całokształt dorobku naukowego i działalność na rzecz nauki - 2019
- Nominacja do Nagrody Mediów Publicznych w kategorii Słowo - 2019; 2020.
- wyróżnienie Semper Fidelis – Warszawa 2022